# Georges de Tollemonde
Georges de Tollemonde (Liegi, 1850 circa – 1920 circa) è stato un filosofo belga.
De Tollemonde, vallone di lingua francese, è autore di vari trattati filosofici in lingua francese che raggiunsero una discreta fama ed un certo successo all'inizio del secolo XX. Della vita dell'autore non si hanno notizie approfondite, ma sembra che venisse da una famiglia borghese di Liegi.

## Opere
- Les solitudes",  (1893),
- Du Juste milieu, traité général de philosophie et d'art, (1912).
- Pensées et aphorismes sur les sujets les plus divers",  (1913),
- Le rythme universel, essai de philosophie générale ",(1912)